# صوت القاهرة للصوتيات والمرئيات
شركة صوت القاهرة للصوتيات والمرئيات هي شركة مساهمة مصرية، تمتلكها الهيئة الوطنية للإعلام، تعمل في مجال الإنتاج الإعلامي الإذاعي والتليفزيوني، أنشأت في أبريل 1959 على يد محمد فوزي تحت اسم مصنع الشرق الأوسط للاسطوانات «مصر فون» ثم جرى تأميمها سنة 1961 في عهد الرئيس المصري جمال عبد الناصر، وفي يناير 1964 تغير اسمها لتصبح «اسطوانات صوت القاهرة»، وفي سنة 1977 تم تحويلها إلى شركة مساهمة تحت اسم «صوت القاهرة للصوتيات والمرئيات» تابعة لاتحاد الإذاعة والتليفزيون تتبع لوزارة الإعلام.

## التاريخ
أنشأ الفنان محمد فوزي وشركاه مصنع الشرق الأوسط للاسطوانات «مصر فون» في 30 أبريل 1959، بغرض إنشاء شركة مصرية وطنية لتصنيع الاسطوانات في مصر، حيث كانت تسيطر عليها الشركات الأجنبية وبثمن أقل من الأجنبية، وظلت الشركة تعمل بدون منافس حتى ثم جرى تأميمها سنة 1961 في عهد الرئيس المصري جمال عبد الناصر، وعيّن محمد فوزي مديراً للشركة براتب 100 جنيه شهريًا، وفي 6 يناير 1964 تم تغيير اسم الشركة لتصبح «اسطوانات صوت القاهرة»، وظل محمد فوزي مديًرا للشركة حتى توفى في 20 أكتوبر 1966 نتيجة إصابته بسرطان العظام، وفي سنة 1977 صدر قرار وزير الإعلام رقم 139 بتعديل الوضع القانوني للشركة وتحويلها إلى شركة مساهمة تحت اسم «صوت القاهرة للصوتيات والمرئيات» تتبع اتحاد الإذاعة والتليفزيون في ذلك الوقت التابع لوزارة الإعلام.

## أنشطة الشركة
- قامت الشركة بإنتاج العديد من المسلسلات من أهمها محمد رسول الله، جمهورية زفتى، حبيب الروح، الباحثة، النساء يعترفن سرا، ابن ليل، الوتد، ربيع الغضب، أحلام سارة، الصقر الذهبي، وعاد الماضي، كف القدر، نحن لا نرى بعيون الآخرين، حسابي مع الأيام، بنت الأيام، وغيرها.
- إنتاج المصاحف المجودة لكبار قراء القرآن الكريم في مصر والوطن العربي كما تقدم التواشيح والابتهالات الدينية والخواطر الإيمانية للشيخ محمد متولي الشعراوي على وسائط إلكترونية CD & DVD.
- بلغ عدد الشركات الحاصلة على حقوق توزيع وطبع إنتاج شركة صوت القاهرة على المستوى الدولي (14) شركة وهي مؤسسة صوت الجزيرة (السعودية)، مصنع الخليج (السعودية)، دار الوسيلة، شركة المستقبل (الكويت)، مؤسسة 13 يونيو (اليمن)، شركة دان ودان (الكويت)، ميوزك بوكس (دبي)، شركة فراس وباسم (الأردن، فلسطين)، مؤسسة الغزاوى (سلطنة عمان، الإمارات)، تسجيلات البشرى (الشارقة ـ الإمارات)، فاسيفون (المغرب)، المساء الدولية للإنتاج والإعلان (السودان)، شركة بلاتينيوم، شركة مايك ساوند للإنتاج الفنى (أمريكا وكندا).
- تم إنشاء ستديو (4) بمساحه 200 بالدور الأرضي إضافة إلى إستوديوهات الشركة الثلاث وهذا بهدف زيادة الإنتاج المرئي من خلال استخدام إستوديوهات الشركة وهي: استديو العباسية (1)، استديو العباسية (2)، استديو الجيب (3)، استديو العباسية الجديد (4)، استديو السيدة نفيسة (5)، وتم تطوير الاستوديوهات وتجهيزها بأحدث شبكات الإضاءة والكاميرات الرقمية الحديثة ومولدات للكهرباء.
- تمتلك الشركة مصنعين لإنتاج وطبع أشرطة الكاسيت الصوتى بالإسكندرية بطاقة إنتاجية تصل لأكثر من 3 ملايين كاسيت سنويا، وتم استحداث وحدات إنتاج علب (CD) (DVD) بطاقة إنتاجية 10 ألاف علبة يوميا.
- تمثل وكالة صوت القاهرة للإعلان أحد الأنشطة الرئيسية بالشركة وتقدم خدمات إعلانية متكاملة في هذا الصدد منها بث إعلانات العملاء بكل من الإذاعة والتليفزيون والقنوات الفضائية وإنتاج الإعلانات والأفلام التسجيلية وتنفيذ كافة أشكال الإعلانات التي تتطلبها الحملات الإعلانية. وتم استحداث إنتاج البرامج الإعلانية وجلب الرعاة وقدمت البرنامج الديني رسائل خالد الجندي وساهمت الوكالة في إحياء التراث الكوميدي بتحويل البرنامج الكوميدي الشهير ساعة لقلبك إلى مواقف حركية بالجرافيك 3D وتم إذاعة هذه البرامج خلال شهر رمضان 1428 هجريه. بالإضافة إلى استحداث الإعلان عن طريق إعلانات الطرق وأصبحت الشركة تمتلك في هذا المجال (61) إعلان طرق في أماكن مميزة بكورنيش محافظة الجيزة وطريق الإسكندرية القاهرة الصحراوي وساحل المكس بالإسكندرية.

## وصلات خارجية
- الموقع الرسمي